# Ganek Ewy

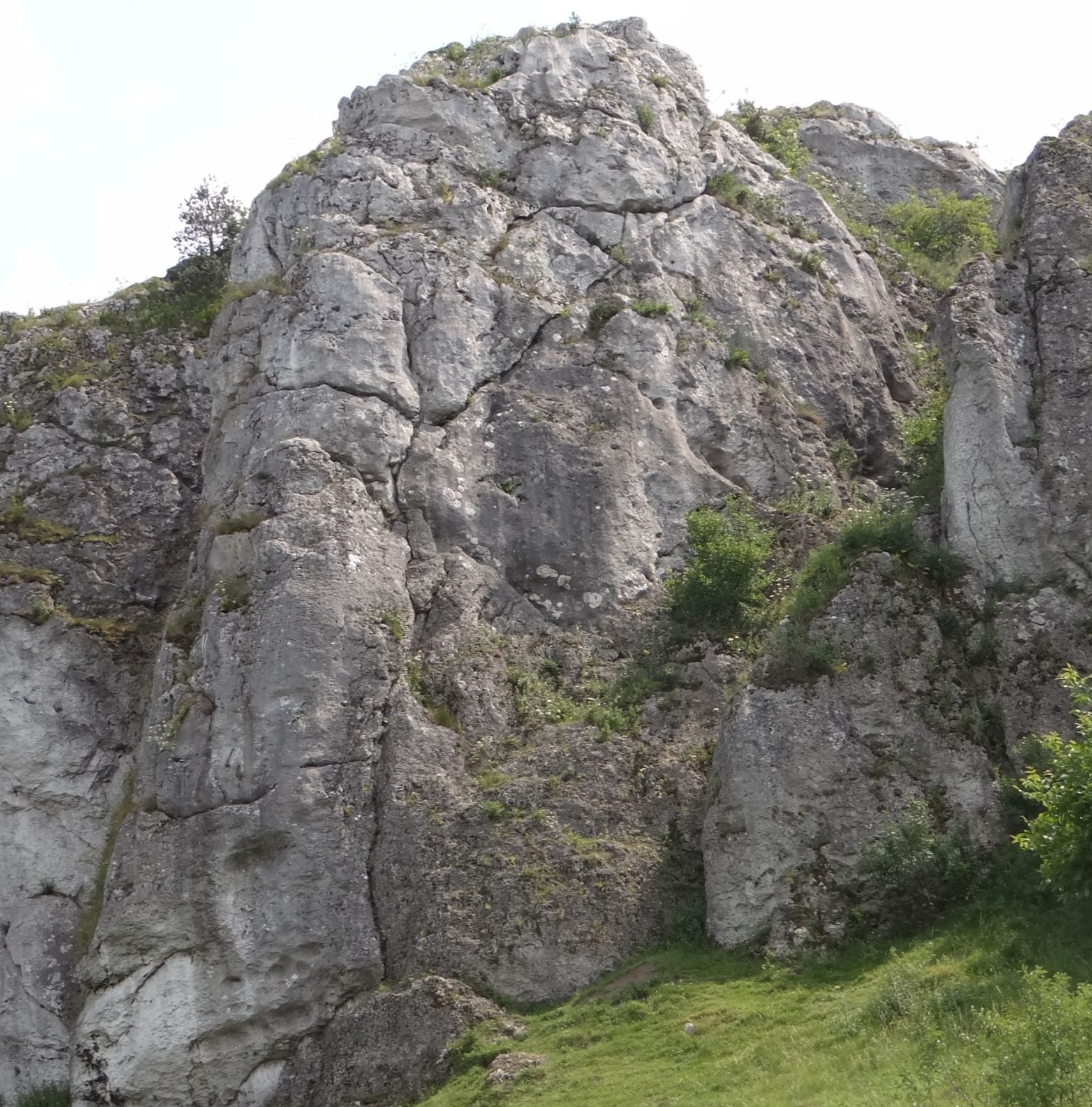
Ganek Ewy

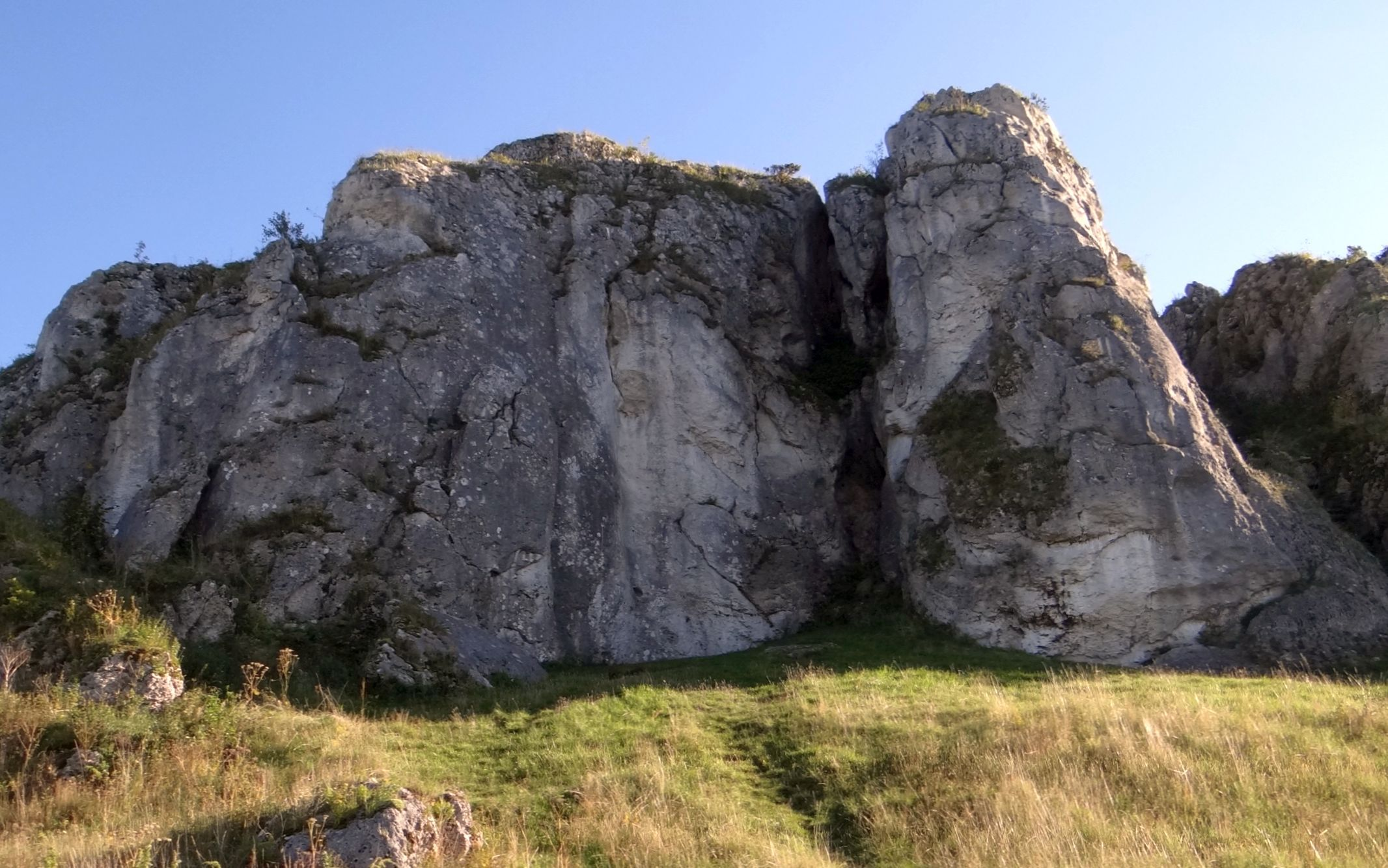
Pusta Turnia i Ganek Ewy (po prawej)

Ganek Ewy – skała w ruinach Zamku w Olsztynie w miejscowości Olsztyn w województwie śląskim, w powiecie częstochowskim, w gminie Olsztyn. Na mapie Geoportalu wraz z Pustą Turnią opisana jest jako Poligon. Pod względem geograficznym jest to teren Wyżyny Częstochowskiej.
Wapienna skała znajduje się na terenie otwartym, na trawiastym zboczu we wschodniej części murów zamkowych. Sąsiaduje z Pustą Turnią. Do południa znajduje się w pełnym słońcu, po południu jest w cieniu. Wspólnota gruntowa będąca właścicielem zamku zezwoliła uprawiać na niej wspinaczkę skalną. Skała ma wysokość 25 metrów i pionowe lub połogie ściany. Wspinacze skalni zaliczają ją do sektora Skał przy Zamku. Poprowadzili na niej 18 dróg wspinaczkowych o trudności od IV do VI.2+ w skali Kurtyki. Większość dróg ma zamontowane stałe punkty asekuracyjne: ringi (r) i stanowiska zjazdowe (st). Skała wśród wspinaczy skalnych cieszy się średnią popularnością.
1. Przez okno; V
2. Droga bomby; V+, 2r + st
3. Torpeda; VI, 6r + st
4. Piszczykowka; VI.1, 5r + st
5. Ku dziurze; IV, 5r + st
6. Trawers Ganku; VI, 16 m. 4r + st
7. Przez dziurę; IV, st
8. Przez trawki; IV+, st
9. Przez przewieszki; VI.2, 3r + st
10. Rynna Potoka; VI.2+, 4r + st
11. Bojownicy zamku; VI.1, 8r + st
12. Przez krzyż; V, st
13. Klasyczna; IV+, st
14. Rzeczywistość natury; VI, 5r + st
15. Kręgosłup diabła; VI.2, 5r + st
16. Wzgórza mają oczy; VI.1+, 5r + st
17. Czyste sześć pięć; VI.1, 5r + st
18. Droga Popki; V+, st[1].